# Goniopora stokesi
Goniopora stokesi is een rifkoralensoort uit de familie van de Poritidae. De wetenschappelijke naam van de soort is voor het eerst geldig gepubliceerd in 1851 door Milne Edwards & Haime.
G. stokesi wordt gevonden in veel gebieden in de noordelijk Indische Oceaan en de westelijke delen van de Grote (of Stille) Oceaan. Van Madagaskar en de Golf van Aden in het westen via de Maldiven en Zuid India, de eilanden van Oost-Indië, Japan en dan door naar de noordelijke delen van West Australië en het Groot Barrièrerif ten oosten van Australië.
Het wordt beschreven als zeldzaam maar opvallend maar soms plaatselijk algemeen. Het wordt aangetroffen op dieptes van 3–30 m. Het is meest los zwevend, dus niet vast aan een ondergrond. Kolonies worden vaak gevonden op de zanderige bodems van troebel water met weinig of geen stroming. Ze zijn meestal halfrond met een kleine (dochter) kolonie die zich nog niet ontwikkeled heeft bij hen.
G. stokesi heeft een reputatie onder aquarium houders als goed beschikbaar in de handel en als moeilijk te houden in gevangenschap. De handel voor aquaria kan een van de redenen zijn dat de soort bedreigd wordt in zijn voortbestaan.
De soortnaam stokesi kan zijn voor Charles Stokes (en) (c.1784 - 1853), een gewaardeerde Engelse amateur weekdierkundige. Verder onderzoek is nodig om dat met zekerheid vast te stellen. Er is een bron die in 2018 nog niet digitaal beschikbaar is die uitsluitsel zou kunnen geven.